# Прожинська Вас
Прожинська Вас (словен. Prožinska vas) — поселення в общині Шторе, Савинський регіон, Словенія. Висота над рівнем моря: 300,2 м.